# Grand Prix Hassan II 2024
Il Grand Prix Hassan II 2024 è stato un torneo di tennis giocato su terra rossa. È stata la 38ª edizione del torneo facente parte dell'ATP Tour 250 nell'ambito dell'ATP Tour 2024. Si è disputato al Royal Tennis Club de Marrakech di Marrakech, in Marocco, dall'1 al 7 aprile 2024.

## Partecipanti al singolare

### Teste di serie
| Nazionalità | Giocatore           | Ranking* | Testa di serie |
| ----------- | ------------------- | -------- | -------------- |
| Serbia      | Laslo Đere          | 35       | 1              |
| Austria     | Sebastian Ofner     | 40       | 2              |
| Regno Unito | Daniel Evans        | 43       | 3              |
| Italia      | Lorenzo Sonego      | 53       | 4              |
| Argentina   | Facundo Díaz Acosta | 55       | 5              |
| Kazakistan  | Aleksandr Ševčenko  | 58       | 6              |
| Argentina   | Mariano Navone      | 59       | 7              |
| Italia      | Flavio Cobolli      | 63       | 8              |

* Ranking al 18 marzo 2024.

#### Altri partecipanti
I seguenti giocatori hanno ricevuto una wildcard per il tabellone principale:
- Elliot Benchetrit
- Aziz Dougaz
- Abedallah Shelbayh

Il seguente giocatore è entrato in tabellone con il ranking protetto:
- Matteo Berrettini

I seguenti giocatori sono entrati nel tabellone principale passando dalle qualificazioni:

- Fabio Fognini
- David Goffin
- Nicolas Moreno de Alboran
- Matteo Gigante

#### Ritiri
Prima del torneo
- Tomáš Macháč → sostituito da  Arthur Rinderknech
- Christopher O'Connell → sostituito da  Alexandre Müller
- Thiago Seyboth Wild → sostituito da  Sumit Nagal
- Alejandro Tabilo → sostituito da  Corentin Moutet

## Partecipanti al doppio

### Teste di serie
| Nazione     | Giocatore          | Nazione     | Giocatore     | Ranking* | Testa di serie |
| ----------- | ------------------ | ----------- | ------------- | -------- | -------------- |
| Paesi Bassi | Robin Haase        | Germania    | Andreas Mies  | 73       | 1              |
| Austria     | Alexander Erler    | Austria     | Lucas Miedler | 88       | 2              |
| Colombia    | Nicolás Barrientos | Brasile     | Rafael Matos  | 93       | 3              |
| Finlandia   | Harri Heliövaara   | Regno Unito | Henry Patten  | 101      | 4              |

* Ranking al 18 marzo 2024.

### Altri partecipanti
Le seguenti coppie di giocatori hanno ricevuto una wildcard per il tabellone principale:
- Elliot Benchetrit /  Aziz Dougaz
- Karim Bennani /  Hamza Karmoussi

La seguente coppia di giocatori è entrata in tabellone come alternate:
- Sumit Nagal /  Aleksandar Vukic

### Ritiri
Prima del torneo
- Simone Bolelli /  Andrea Vavassori → sostituiti da  Bart Stevens /  Petros Tsitsipas
- Lloyd Glasspool /  Jean-Julien Rojer → sostituiti da  Marco Bortolotti /  Sergio Martos Gornés
- Pavel Kotov /  Alejandro Tabilo → sostituiti da  Hugo Gaston /  Pavel Kotov
- Alexandre Müller /  Aleksandr Ševčenko → sostituiti da  Sumit Nagal /  Aleksandar Vukic

## Punti
| Evento    | V   | F   | SF  | QF | 2T   | 1T | Q    | Q2   | Q1   |
| Singolare | 250 | 165 | 100 | 50 | 25   | 0  | 13   | 7    | 0    |
| Doppio    | 250 | 150 | 90  | 45 | N.D. | 0  | N.D. | N.D. | N.D. |

## Montepremi
| Evento    | V        | F        | SF       | QF       | 2T       | 1T      | Q2      | Q1      |
| Singolare | 88 125 € | 51 400 € | 30 220 € | 17 510 € | 10 165 € | 6 215 € | 3 105 € | 1 695 € |
| Doppio*   | 30 610 € | 16 380 € | 9 600 €  | 5 370 €  | N.D.     | 3 160 € | N.D.    | N.D.    |

*per team

## Campioni

### Singolare
Matteo Berrettini ha sconfitto in finale  Roberto Carballés Baena con il punteggio di 7-5, 6-2.
• È l'ottavo titolo in carriera per Berrettini, il primo in stagione.

### Doppio
Harri Heliövaara /  Henry Patten hanno sconfitto in finale  Alexander Erler /  Lucas Miedler con il punteggio di 3-6, 6-4, [10-4].